# Paraphylax erythronota
Paraphylax erythronota är en stekelart som först beskrevs av Henry Lorenz Viereck 1913.  Paraphylax erythronota ingår i släktet Paraphylax och familjen brokparasitsteklar. Inga underarter finns listade i Catalogue of Life.